# هيلو إنفنت
هيلو إنفنت (بالإنجليزية: Halo Infinite)‏ هي لعبة فيديو من نوع تصويب منظور الشخص الأول وهي تكملة لجزئها السابق هيلو 5: غارديانز، اللعبة من تطوير 343 إندستريز ومن نشر إكس بوكس غيم ستوديوز، وصدرت في 8 ديسمبر 2021 على أجهزة إكس بوكس ون ومايكروسوفت ويندوز وإكس بوكس سيريس إكس وسيريس إس.

## روابط خارجية
- هيلو إنفنت على موقع IMDb (الإنجليزية)